# لیندا ایشون
لیندا ایشون (انگلیسی: Linda Eshun؛ زادهٔ ۵ اوت ۱۹۹۲) بازیکن فوتبال اهل غنا است.
وی همچنین در تیم ملی فوتبال زنان غنا بازی کرده‌است.